# Rafeiro do alentejo
Rafeiro do alentejo är en hundras från Portugal. Den är en boskapsvaktare och herdehund av molossertyp med ursprung i provinsen Alentejo. Rastypen med detta namn är känd sedan slutet av 1800-talet, rasstandarden skrevs 1940. Man tror att rasen kan vara besläktad med mastin español och cão da serra da estrela.